# ニングォム語
ニングォム語（ニングォムご、Nyingwom, Nyiwom, Yimwom）またはカム語（カムご、Kam）は、ナイジェリア東部で話されているサバンナ諸語の言語。タラバ州バリ地方行政区内の2村で話され、話者数は1993年現在5,000人。
ジョーゼフ・グリーンバーグのアダマワ諸語の分類では "G8" に分類され、現行ではワジャ諸語に最も近いと考えられている。